# The Wings of the Dove (romance)
The Wings of the Dove (em português, As asas da pomba) é um romance de Henry James publicado no ano de 1902. Trata da história de Milly Theale, uma herdeira americana atingida por uma doença grave, e o efeito que ela tem nas pessoas que a rodeiam. Alguns se tornam seus amigos por motivos nobres, outros, por egoísmo e interesse. O livro foi adaptado para o cinema.

## Enredo
Kate Croy e Merton Densher são dois noivos londrinos que desejam se casar desesperadamente, mas tem pouco dinheiro. Kate é constantemente perturbada por problemas familiares, e agora vive com sua tia dominadora, Maud Lowder. Entra em seu mundo Milly Theale, uma jovem americana extremamente rica, que havia conhecido e se apaixonado anteriormente por Densher, apesar de nunca ter revelado seus sentimentos. Sua companheira de viagem e confidente, a sra. Stringham, é uma velha amiga de Maud. Kate e Maud recebem Milly em Londres, e a americana conhece grande sucesso social.
Acompanhada de Kate, Milly visita o eminente médico, sir Luke Strett, porque teme estar sofrendo de uma doença incurável. O doutor não dá uma opinião definitiva, mas Milly teme o pior. Kate suspeita que Milly esteja em estado terminal. Depois de uma viagem para os Estados Unidos, onde ele havia encontrado Milly, Densher retorna a Londres, onde encontra a rica herdeira. Kate deseja que Denser seja extremamente atencioso com Milly, apesar de não saber, a princípio, porquê. Kate oculta cuidadosamente de Milly (e de todos) que ela e Densher estão noivos.
Com a ameça da terrível doença sobre sua cabeça, Milly decide viajar a Veneza com a sra. Stringham. Tia Maud, Kate e Densher a seguem. Numa festa que Milly oferece em seu palazzo em Veneza (o antigo Palazzo Barbaro, chamado Palazzo Leporelli no romance), Kate finalmente revela seu plano completo a Densher: ele deve se casar com Milly para que, após sua morte próxima, ele herde todo o dinheiro da jovem e finalmente possa se casar com ela. Densher suspeitava que esta era a ideia de Kate, e ele exige que eles consumam seu caso antes de ele continuar com o seu plano.
Tia Maud e Kate voltam a Londres, enquanto Densher fica com Milly. Infelizmente para Kate e ele, a moribunda descobre de o plano para ficarem com seu dinheiro através de um antigo pretendente de Kate. Ela se desliga do mundo e seu estado piora. Densher a vê uma última vez antes de voltar a Londres, onde eventualmente recebe as notícias da morte de Milly. Ela deixa uma grande quantidade de dinheiro para Densher, apesar de tudo. Mas ele se recusa a tocar no dinheiro, e não se casa com Kate, a menos que ela recuse a doação também. Por outro lado, se Kate preferir o dinheiro a ele, Densher lhe promete dar toda a doação exclusivamente para ela. Os amantes se separam no fim do romance com uma exclamação misteriosa de Kate: "Nós nunca mais seremos como fomos antes!".